# العلمانية في لبنان

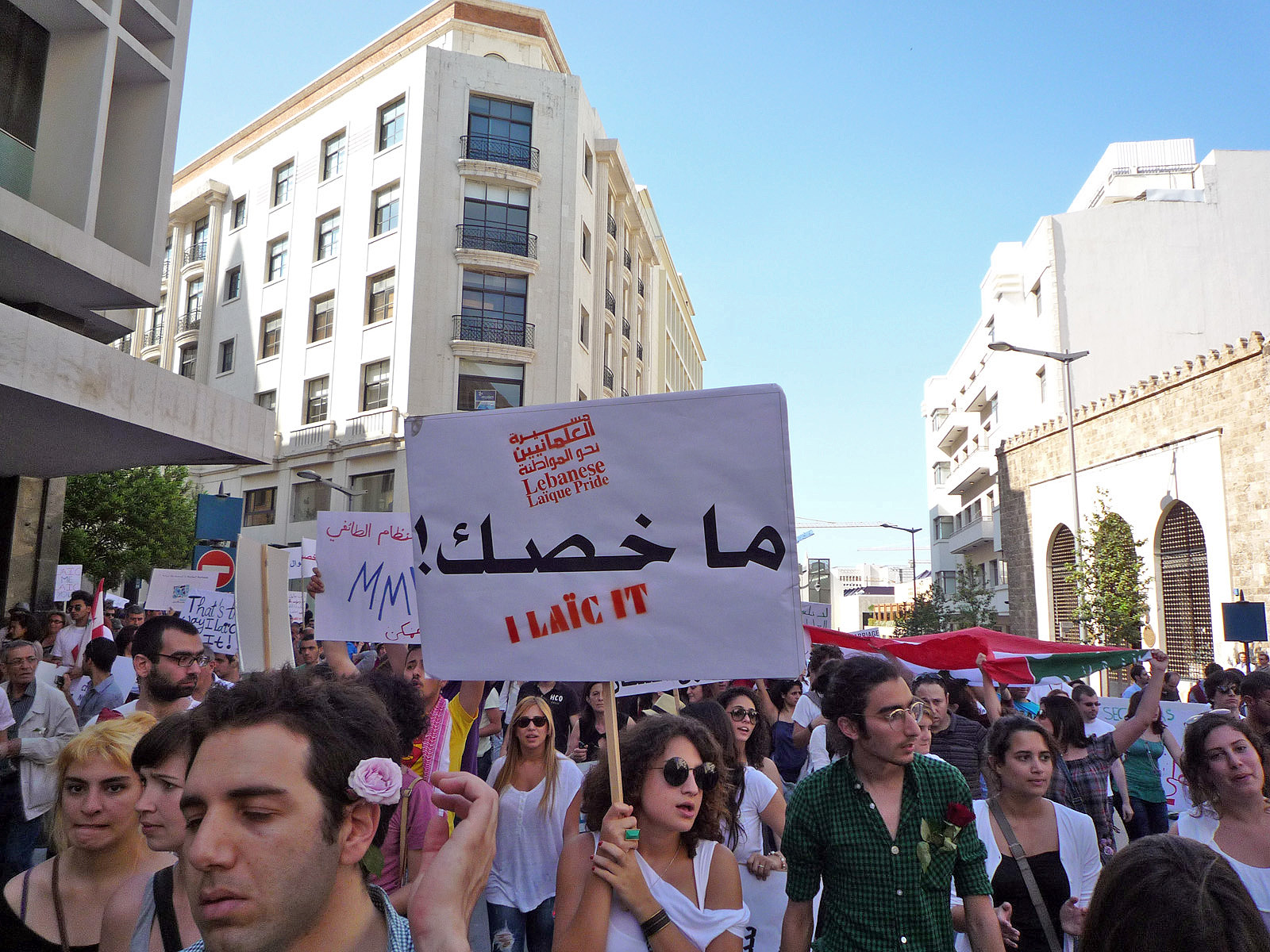
مظاهرة حاشدة في وسط بيروت بلبنان

بدأت علمنة لبنان منذ عام 1920 أيّام الانتداب الفرنسي واستمرت في ظل مختلف الحكومات بعدَ الاستقلال. بشكل عام تُعدّ الدولة اللبنانية ديمقراطية تمثيلية كما تعتمدُ على مبدأ التوافقية.
بحلول أبريل 2010، استضافت الحركة العلمانية اللبنانية مسيرة فخر شارك فيها عشرات العلمانيين والعلمانيات. حينَها دعت العضوة في الحركة يلدا يونس إلى «نهاية الدولة العميقة وجذورها الطائفية ثم تعزيز العلمانية في لبنان.» هذا وقد دعت الحركة إلى التعديل في قانون الأحوال الشخصية من أجل مزيدٍ من العلمنة. شاركَ ما بينَ شهري مارس ومايو عام 2012 حوالي 600 من أعضاء الحركة العلمانية، حيث طالبوا بتشريع قوانين تعطي المزيد من الحقوق للمرأة خاصة على مستوى الحريّة وكذا الظهور في وسائل الإعلام. زادت شهرة المسيرة وشعبيتها بعدما شاركت فيها أندية طُلابية علمانية من جامعة القديس يوسف، الأكاديمية اللبنانية للفنون الجميلة والجامعة الأمريكية في بيروت. بحلول 26 أبريل/نيسان 2010 وردًا على تزايد الاستئنافات التي قامَ بها حزب التحرير ضدّ كل القوانين التي من شأنها المساس بالإسلام، نظّمت الحركة العلمانية اللبنانية مسيرة فخرٍ أخرى جابت شوارع مدينة بيروت للتنديد بما يحصل. بعد ثلاثة أيام فقط، تجمّع ما يزيد من 70,000 شخص في ساحة الشهداء في بيروت وذلكَ لدعم كل ما تقوم به الحركة العلمانية. خرجَ في عام 2011 مئات المتظاهرين في بيروت ثم عادوا في 27 فبراير وفي مارس لتنظيم مسيرة أخرى حملت اسم «مسيرة فخر اللائكية» داعية إلى إصلاح البلاد وكذلك إصلاح النظام السياسي. في نفس الوقت، جرى اعتصام سلمي في مدينة صيدا للتأكيد على هذه المطالب.

## المنظمات الطلابية
لعبت المنظمات الطلابية دورًا رئيسيًا في تعزيز قوّة الحركات العلمانية في لبنان لا سيما تلك المنظمات في الجامعة الأمريكية في بيروت. أُنشئت واحدة من هذه الحركات العلمانية التقدمية بعد أحداث 7 أيار وحظيت بشهرة كبيرة حينها. بحسب الرئيسة السابقة للمنظمة، السيّدة جومانا تلحوك، فإنّ هدفَ النادي هو «خلق فضاء السياسي يستطيعُ فيه الناس من مختلف الخلفيات الاجتماعية والطائفية المناقشة في إطار مبادئ مشتركة.» ظهرت منظمة أخرى محسوبة على أقصى اليسار ووفقًا لرئيستها السابقة، تيريزا صحيون، فإنّ هذه المنظمة قد تمكّنت من العثور على «أرضية مشتركة» والحصول على تأييد بحلول شهر أغسطس من عام 2016 في ساحة الشهداء وذلكَ خلال احتجاجات استضافتها الحركة العلمانية.